# Pletenice
Pletenice – wieś na Ukrainie w rejonie lwowskim (wcześniej w rejonie przemyślańskim) należącym do obwodu lwowskiego.

## Położenie
Na podstawie Słownika geograficznego Królestwa Polskiego i innych krajów słowiańskich: Pletenice to wieś w powiecie przemyślańskim, 12 km po Przemyślan.

## Historia
W 1921 wieś liczyła 112 zagród i 597 mieszkańców. W 1931 zagród było 113 a mieszkańców 623.
W marcu 1944 nacjonaliści ukraińscy zamordowali osiem osób narodowości polskiej.

## Urodzeni w Pletenicach
- Elizeusz Pleteniecki - archimandryta Ławry Kijowsko-Pieczerskiej, pisarz, założyciel drukarni w Ławrze oraz pierwszej papierni środkowej części Ukrainy